# Indumentária do Antigo Egito

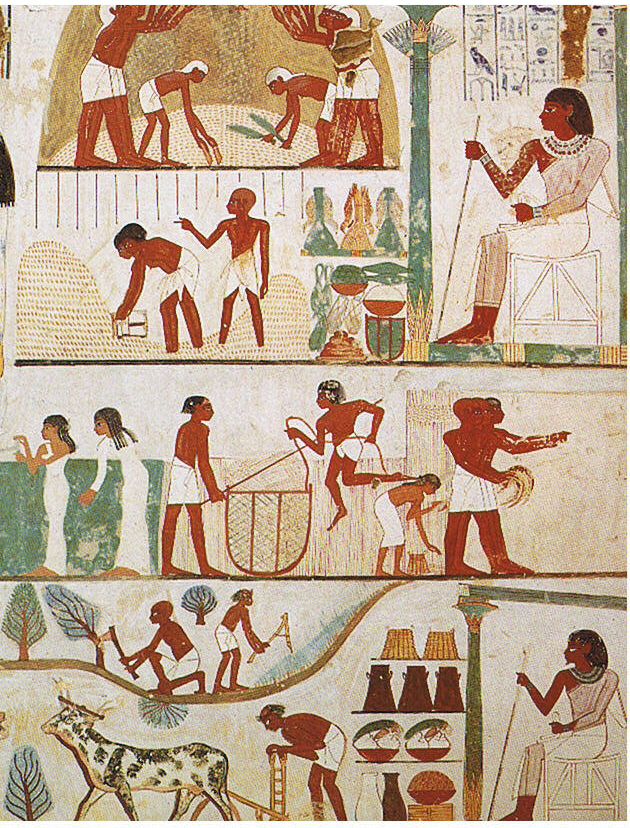
Representação de indumentárias do Egito Antigo

A indumentária do Antigo Egito diz respeito à relação de seu povo com suas roupas, calçados, joias e cosméticos. Apesar de serem conhecidos por seu conhecimento multidisciplinar, o Egito também é responsável por introduzir as ideias de moda e beleza ao resto do mundo. Os antigos egípcios davam grande importância para a higiene e autocuidado, espelhos, pentes e objetos de banho foram alguns dos itens mais utilizados. O Egito também possui uma longa tradição na produção têxtil que data do primeiro milênio a.C. Graças ao clima seco do território, grande parte de seus tecidos sobreviveram até o século XXI, e o vestuário ainda gera influência em diversas nações contemporâneas. Sendo assim, o Museu Britânico detém uma coleção com cerca de quinhentas peças têxteis datadas do primeiro milênio d.C. O linho se destaca como a principal matéria-prima utilizada no vestuário. A indumentária egípcia se consolidou como uma das principais influências na indústria têxtil, servindo de inspiração para diversas coleções de moda de marcas modernas como Balmain, Valentino, Givenchy e Chanel.

## Aspectos da indumentária
A indumentária do Egito era simples, prática, e, para grande maioria da população, a mesma roupa usada por uma mulher poderia ser usada por um homem. A dignidade social não era baseada em gênero e sim no status social. Isso significa que homens e mulheres ocupavam os mesmos espaços e eram vistos como iguais. Por esse motivo, o senso estético para vestimentas era quase unissex muito antes desse conceito ser compreendido pelo mundo permeando seu vocabulário.
Durante toda a história do Antigo Egito, as roupas já indicavam a posição do indivíduo no estrato social. Quanto mais alta sua posição na sociedade, maior seria a quantidade e qualidade dos tecidos e adornos vestidos. Para demonstrar seu status, prestígio, vitalidade e força, os faraós utilizavam de pregas nas vestimentas, joias, maquiagem e essências no corpo, que eram utilizadas como perfume. O povo era muito criterioso quanto sua limpeza e aparência, pessoas desleixadas eram consideradas inferiores. Ao longo de aproximadamente 3000 anos, o vestuário egípcio se manteve tradicional. No entanto, a partir da invasão de novos povos em seu território, foi gerada influência de novos costumes, em especial vindos do Império Romano.

### Época Tinita e Império Antigo
Durante a Época Tinita, homens e mulheres das classes mais baixas se vestiam de maneira semelhante, utilizavam chantis lisos, na altura do joelho, provavelmente brancos ou de cor clara. Eram feitos principalmente de linho, algodão ou bisso. Antes do desenvolvimento do linho, as pessoas usavam roupas feitas de couro ou junco de papiro trançado.
Egípcios da classe alta desse mesmo período não se diferenciavam muito do padrão, se não fosse pela maior ornamentação. Diferenciava-se a aristocracia de fazendeiros e artesãos apenas observando as jóias que utilizavam.

Crianças de ambos os sexos não usavam roupas desde o nascimento até a puberdade.
Pastores, barqueiros e pescadores viviam principalmente com uma simples faixa de couro da qual pendia uma cortina de junco; muitos também trabalhavam completamente nus, pelo menos até o Império Médio - nessa época tornou-se raro ver um trabalhador despido. Mulheres moleiras, padeiras e trabalhadoras da colheita geralmente são retratadas com uma longa saia envolvente, mas com a parte superior do corpo à mostra. Os lavadores e lavadeiras que trabalhavam diariamente às margens do rio Nilo lavando roupas de outras pessoas realizavam suas tarefas nus porque estavam na água durante muito tempo. 

#### Chanti

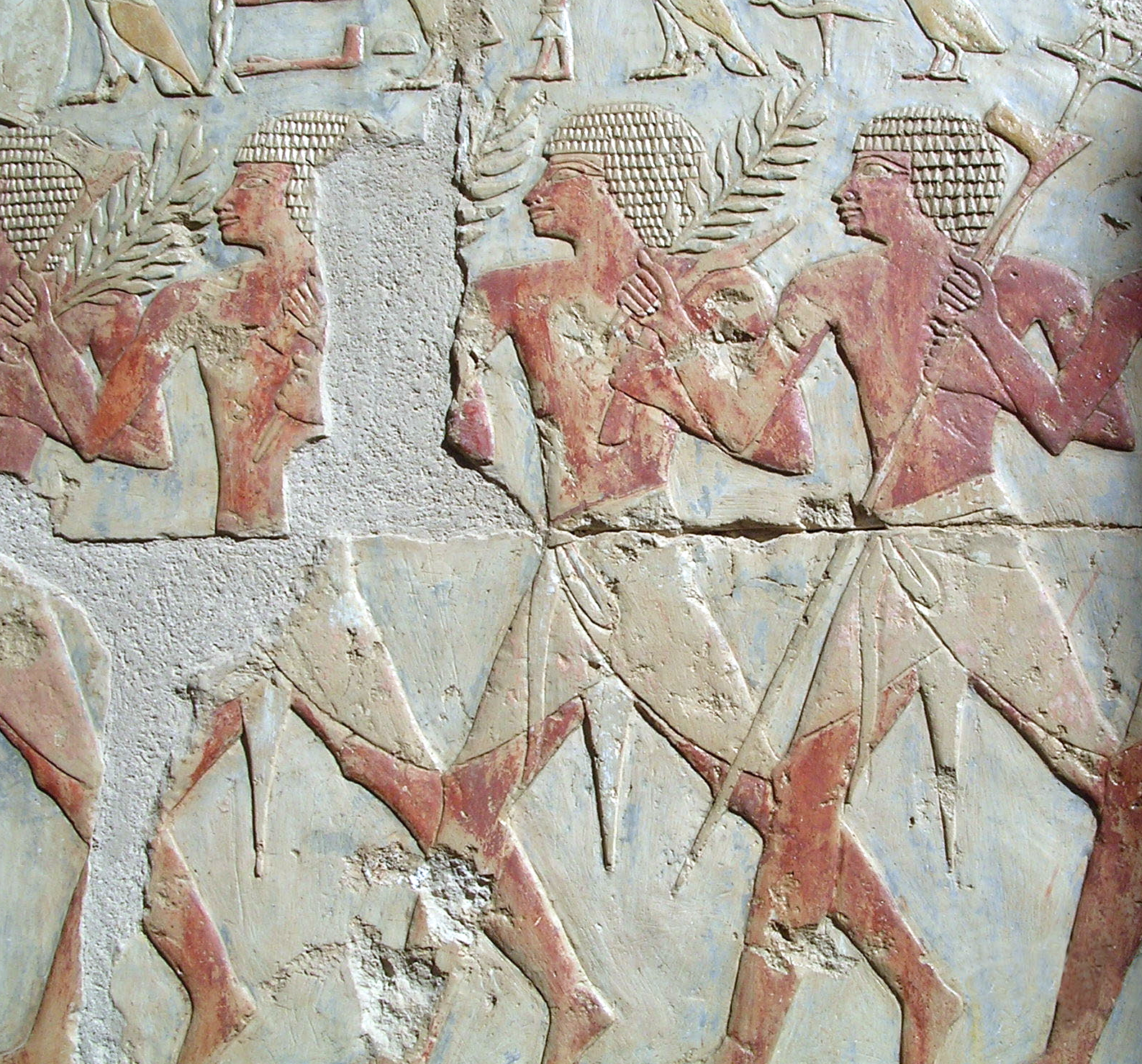
Relevo representando uma infantaria vestindo chantis e armada com machados. Retirado da tumba de Hatexepsute.

O Chanti foi uma das peças mais comuns no Antigo Egito, era uma espécie de saia curta, feita de um pedaço retangular de linho que enrolado ao redor do corpo e amarrado na cintura por um cinto feito de tecido. O Chanti era usado regularmente por homens da classe trabalhadora.

Homens das classes mais altas preferiam chantis mais elaborados com detalhes bordados, pedrarias anexas às roupas e acessórios. Os chantis das camponesas iam da cintura até os joelhos, sem cobrir a parte superior do corpo.

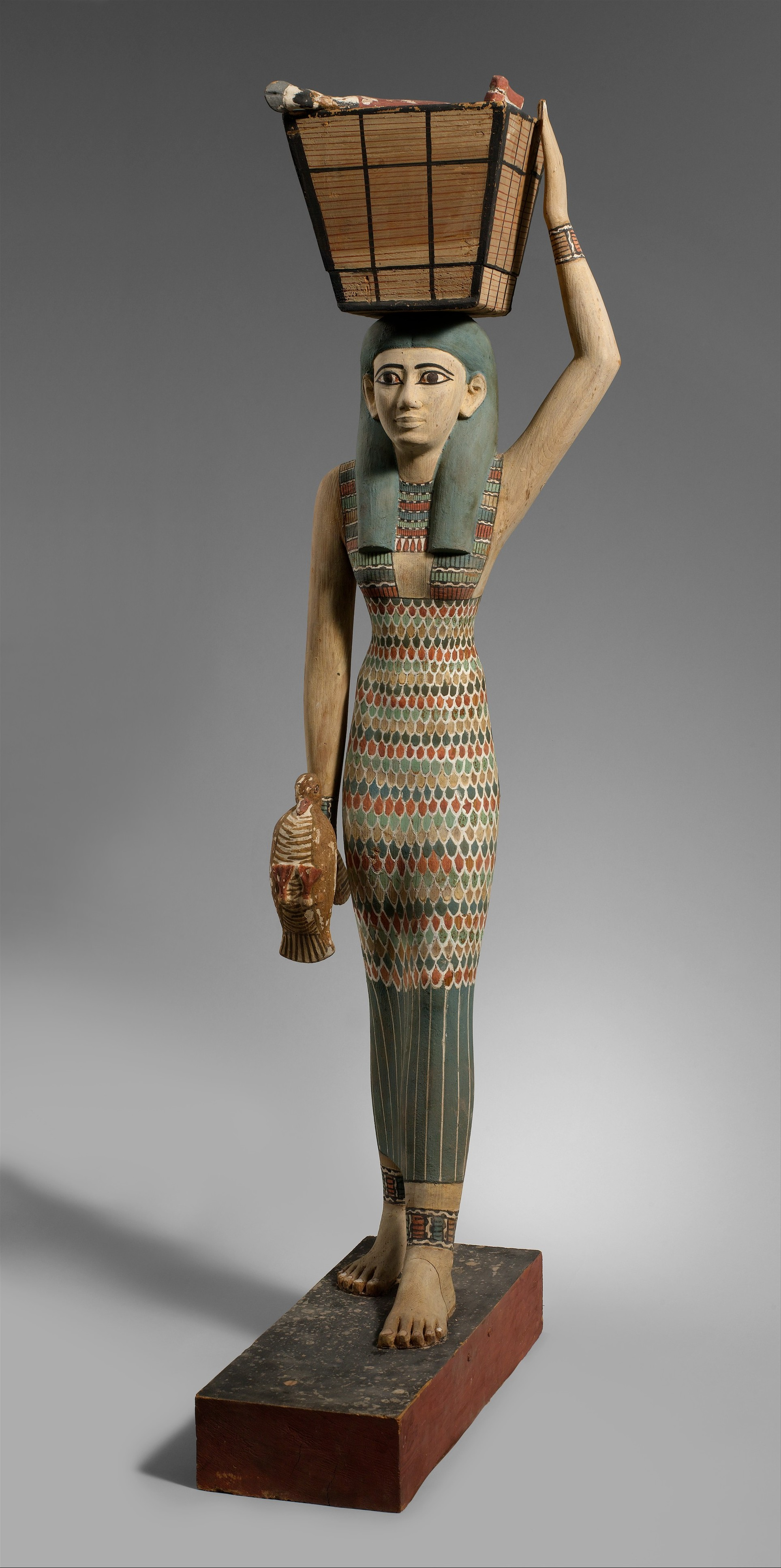
Estátua de mulher egípcia vestindo Kalasiris.

#### Kalasiris
As vestes femininas eram mais distintas entre as classes, mulheres da alta sociedade vestiam vestidos longos e ajustados ao corpo, podendo conter mangas ou não. Esses vestidos foram chamados Kalasiris, eram sustentados por alças nos ombros e as vezes complementados com uma túnica transparente usada sobre eles.Sobre o vestido, as mulheres podiam escolher usar xales, capas ou roupões. O xale era um pedaço de tecido de linho fino com cerca de 1,2m de largura por 4m de comprimento aproximadamente.
A moda feminina que mostrava os seios não era motivo de preocupação. Os vestidos das mulheres de classe alta às vezes começavam abaixo dos seios e iam até os tornozelos.

### Império Médio

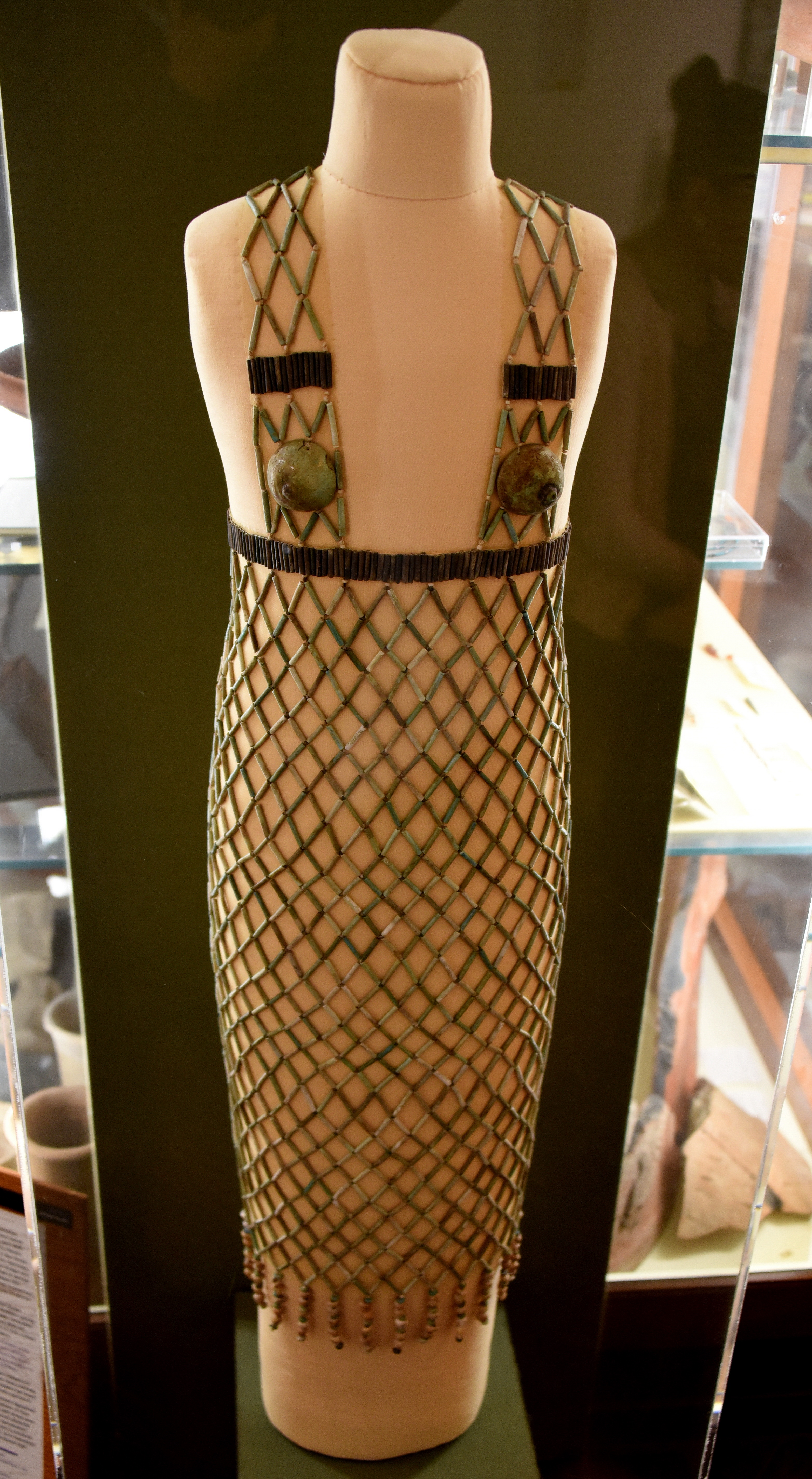
Vestido em rede do Antigo Egito

O Primeiro Período Intermediário (2181-2040 a.C.) do Egito começa logo após o colapso do Antigo Império ocasionando em mudanças drásticas na cultura egípcia mas a indumentária se manteve relativamente a mesma. Apenas no Império Médio (2040-1782 a.C.) que são vistas mudanças no modo egípcio de se vestir.
Os vestidos das aristocratas mudaram, visto que agora são frequentemente feitos de algodão. Os vestidos ainda justos, agora tinham mangas e apresentavam decote profundo ornamentado com um colar de fecho no pescoço. Eram também feitos de um pedaço único de tecido no qual a mulher se enrolaria adicionando um cinto, assim transformando a parte superior do vestido em uma blusa.
No entanto, existem evidências de mulheres de alta classe utilizando vestidos que iam dos tornozelos até a cintura e eram sustentados por finas tiras que cobriam os seios, passavam pelos ombros e finalizavam nas costas.
Os homens do período continuavam a usar o simples chanti com pregas na frente. Não se sabe exatamente como os antigos egípcios plissavam suas roupas, mas as imagens das artes mostram claramente pregas em roupas masculinas e femininas. A peça de roupa mais popular entre os homens da classe alta era o avental triangular; um chanti engomado e ornamentado que caía um pouco acima dos joelhos e era preso por uma faixa. Era usado sobre uma tanga que era uma tira triangular de tecido passando entre as pernas e amarrada nos quadris.

### O Novo Império
Logo após o Império Médio, o Egito entrou no Segundo Período Intermediário (1782 - 1570 a.C.), no qual o povo estrangeiro conhecido como Hicso governou o Baixo Egito. Já os Núbios se apoderaram nas fronteiras do sul do Alto Egito, restando apenas Tebas nas mãos dos egípcios.
Os Hicsos proporcionaram ao Egito muitos avanços, inovações e invenções que depois foram de grande utilidade, mas não pareciam influenciar a moda egípcia. Isso aconteceu principalmente porque os Hicsos admiravam muito a cultura egípcia e emulavam as crenças, o comportamento e vestuário egípcio em suas cidades.
Em 1570 a.C, o príncipe tebano Amósis I (1570-1544 a.C) expulsou os Hicsos do país e iniciou o período chamado Novo Império do Egito (1570-1069 a.C), foi nessa era que aconteceram os maiores avanços da história egípcia quanto à moda. Os estilos do Novo Império são aqueles mais retratados nos filmes e na televisão não importando em qual período eles se passam.

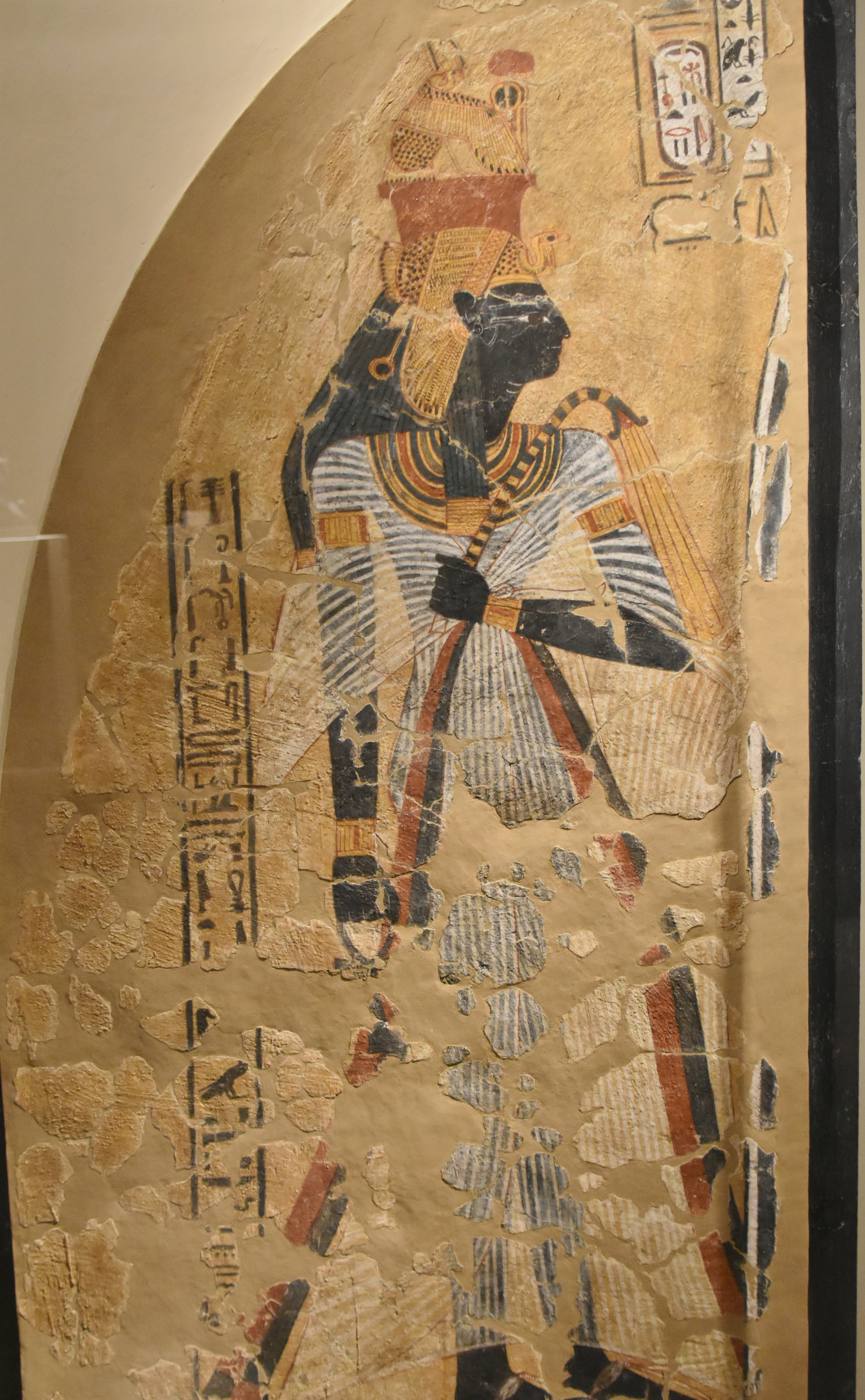
Representação de Amósis-Nefertari retirada de uma tumba. Datada de 1186-1070 a.C. Museu De Pergamón - Berlim

O Novo Império foi a era egípcia quando o território entrou no cenário internacional e os laços com outras nações estiveram mais fortes do que nunca.
O vestuário se tornou mais elaborado, a esposa de Amósis I, Amósis-Nefertari, é retratada em um vestido que vai até a região de seus tornozelos, também apresenta mangas aladas e uma ampla gola.
Kalasiris ornamentados com joias começaram a aparecer no final do Império Médio, mas só se tornaram mais comuns entre as classes mais altas no Novo Império. Perucas enfeitadas com miçangas e joias também aparecem com maior frequência nessa época.
A inovação da moda do Novo Império foi o capelet feito de linho. O capelet ou a capa de xale consistia em um pedaço retangular de linho que era torcido, dobrado ou cortado e frequentemente preso a um colarinho altamente ornamentado. Muito similar ao poncho. Foi muito usado como sobreposição aos Kalasiris que começavam na cintura ou logo abaixo dos seios, assim se tornando o estilo mais popular dentre as classes dominantes.
O vestuário masculino também avançou bem rápido no Novo Império. Os chantis desse período passavam da linha dos joelhos, eram bordados de forma mais complexa e eram usualmente complementados por uma blusa leve e larga. O Faraó, representado com seu Nemés, acessório para cabeça, é regularmente visto nesse mesmo tipo de roupa, vestindo também sandálias ou chinelos. Destaca-se principalmente o uso dos chantis e de blusas com mangas plissadas e mais elaboradas. Grandes cortes de tecido eram usados pendurados da cintura e dobras intrincadas eram visíveis sob as saias transparentes. Esse estilo também é outro bem popular entre a realeza e aristocracia que podiam pagar pelo material.

As classes baixas continuaram usando o simples chanti, ambos os sexos, mas agora mais mulheres da classe trabalhadora apareciam com a parte superior do corpo coberta. Anteriormente, as servas egípcias eram representadas nas pinturas das tumbas completamente ou parcialmente nuas. No entanto, no Novo Império, um grande número de servas são representadas não só totalmente cobertas mas também em vestidos levemente elaborados.
As roupas vestidas pelos servos de oficiais e pessoas de importantes cargos eram mais refinadas do que do povo comum. Um servo representado numa tumba da décima oitava dinastia veste uma túnica de linho finamente plissada e uma tanga com uma faixa ampla e também plissada.

#### Roupa Íntima
As roupas íntimas também foram desenvolvidas durante esse período, evoluindo do pedaço de pano triangular e áspero enrolado ao redor da cintura e entre as pernas para um pedaço de pano mais fino costurado no tamanho ideal de quem o usa ou amarrado nos quadris.
A moda dos homens da classe alta do Novo Império era usar essa cueca por baixo de uma tanga sobre a qual se usava uma blusa longa e transparente que caía até os joelhos, uma gola larga - para os nobres - juntamente de pulseiras e sandálias.
O Faraó Tutancâmon (1336-1327 a.C.) foi enterrado com mais de 100 roupas íntimas desse tipo, assim como camisas, jaquetas, chantis e mantos. Esse foi um dos exemplos mais fidedignos da indumentária do Novo Império já encontrados.

## Calçados

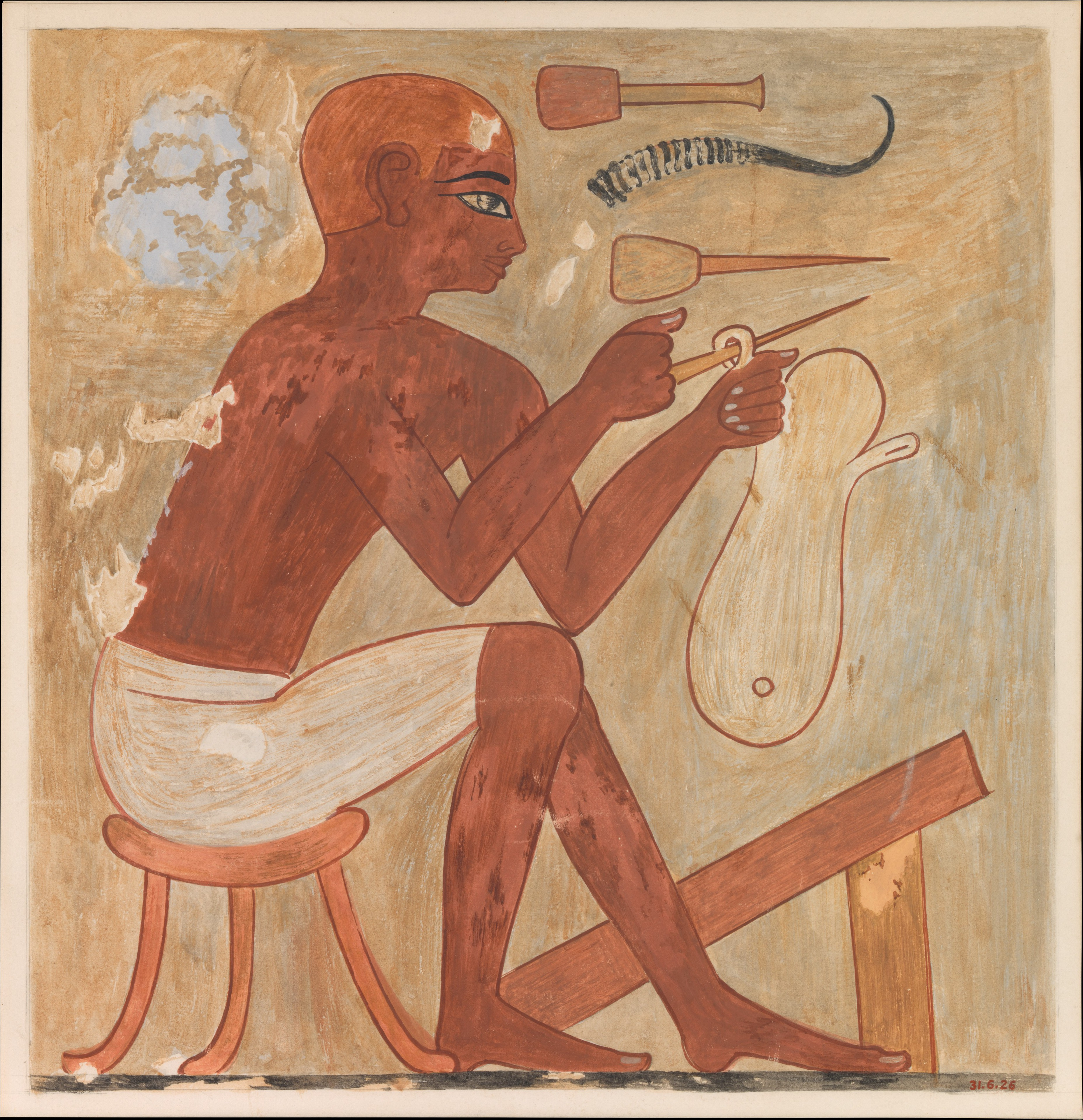
Pintura de um artesão de sandálias datada de cerca de 1504 –1425 a.C. 18° Dinastia, período do Império Novo.

Embora fosse costume andar descalço, foi nesse território que surgiram as primeiras sandálias devido ao clima e a geografia arenosa. O material das sandálias egípcias eram principalmente couro, palha trançada, tira de folhas de palmeira ou de papiro, ou até mesmo de junco de pântanos.
Nota-se que os calçados possuem certa importância na sociedade egípcia visto que existem desenhos do Rei Narmer, datados de 3.100 a.C em que mostram um servente que tinha a função de "carregador de sandálias", ou seja, andava atrás dos reis carregando seus calçados reais onde quer que fossem. Os faraós calçavam sandálias muito simples, porém enfeitadas com ouro. Ainda que os carregadores de sandálias e os povos de classes mais baixas fossem frequentemente retratados descalços nas pinturas, eles também usavam sandálias pois era um item de luxo para todos.

Esses objetos alcançaram uma função social, quando um faraó entrava num templo ou seus súditos celebravam a morte nas capelas funerárias, eles retiravam as sandálias na entrada do santuário. Fica evidente uma forte relação do sapato com o sagrado, tal relação já foi retratada em passagens da bíblia e também é comum aos muçulmanos ao adentrar as mesquitas.

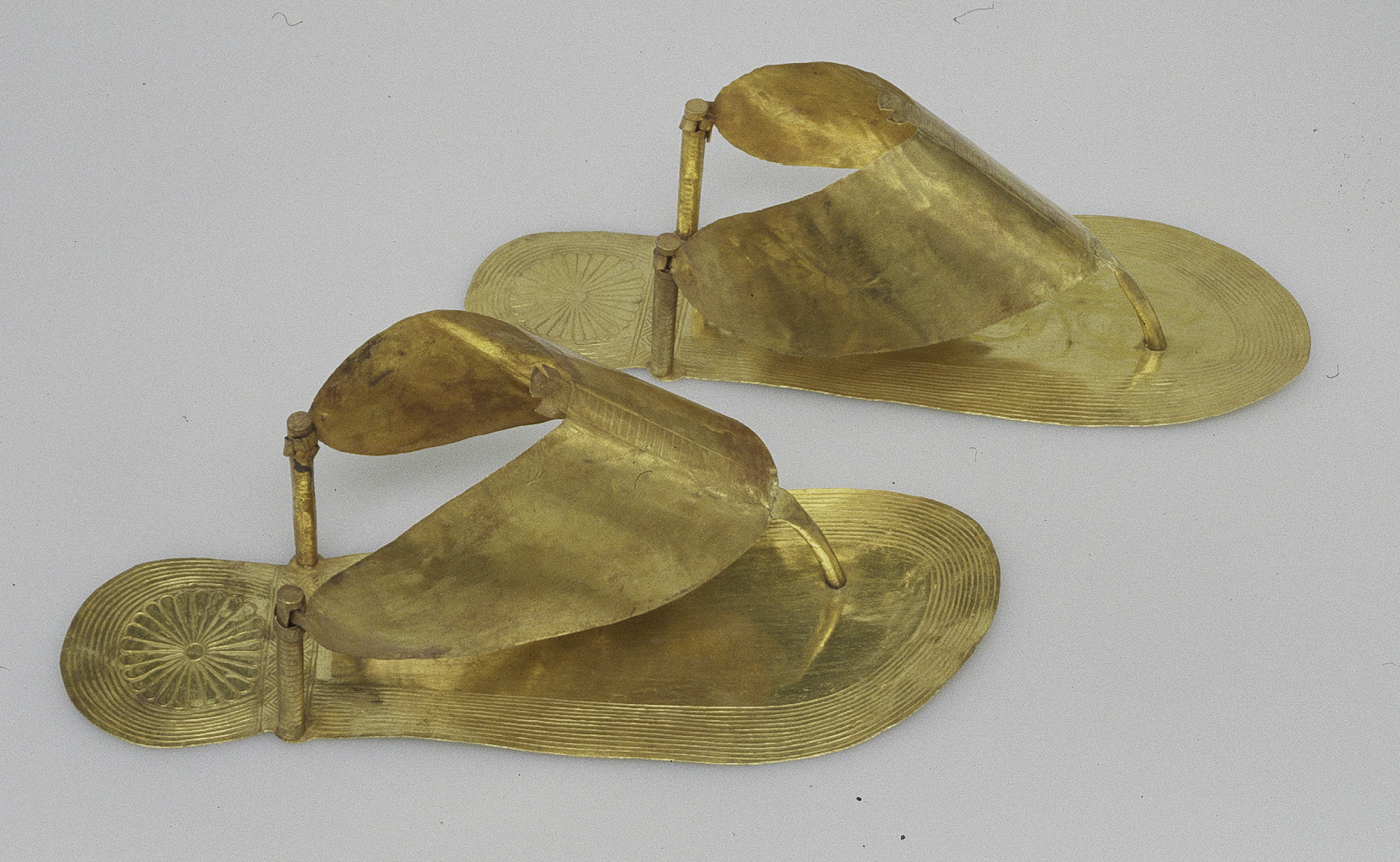
Par de sandálias funerárias datado de cerca de 1479 –1425 a.C. Reino de Tutemés III.

### Sandálias funerárias
Os egípcios acreditavam que no momento da morte, alguns objetos que poderiam facilitar a transição para a outra vida se enterrados junto ao morto. Tal costume era comum tanto ao camponês como ao faraó. Um desses objetos é a sandália, que eram parecidas com as usadas em vida. Nos rituais funerários, o calçado poderia ser feito de couro ou de papiro, mas caso feitas para um membro da realeza, utilizavam o ouro como matéria-prima.
Sandálias de ouro não são adequadas ao uso diário, no entanto acreditava-se que as preocupações terrenas se extinguiam no momento de entrada para outra vida. Textos da era das pirâmides fazem referência ao desejo dos mortos "de andar em sandálias brancas pelos belos caminhos do paraíso onde os bem-aventurados vagam."

## Cortes de cabelo

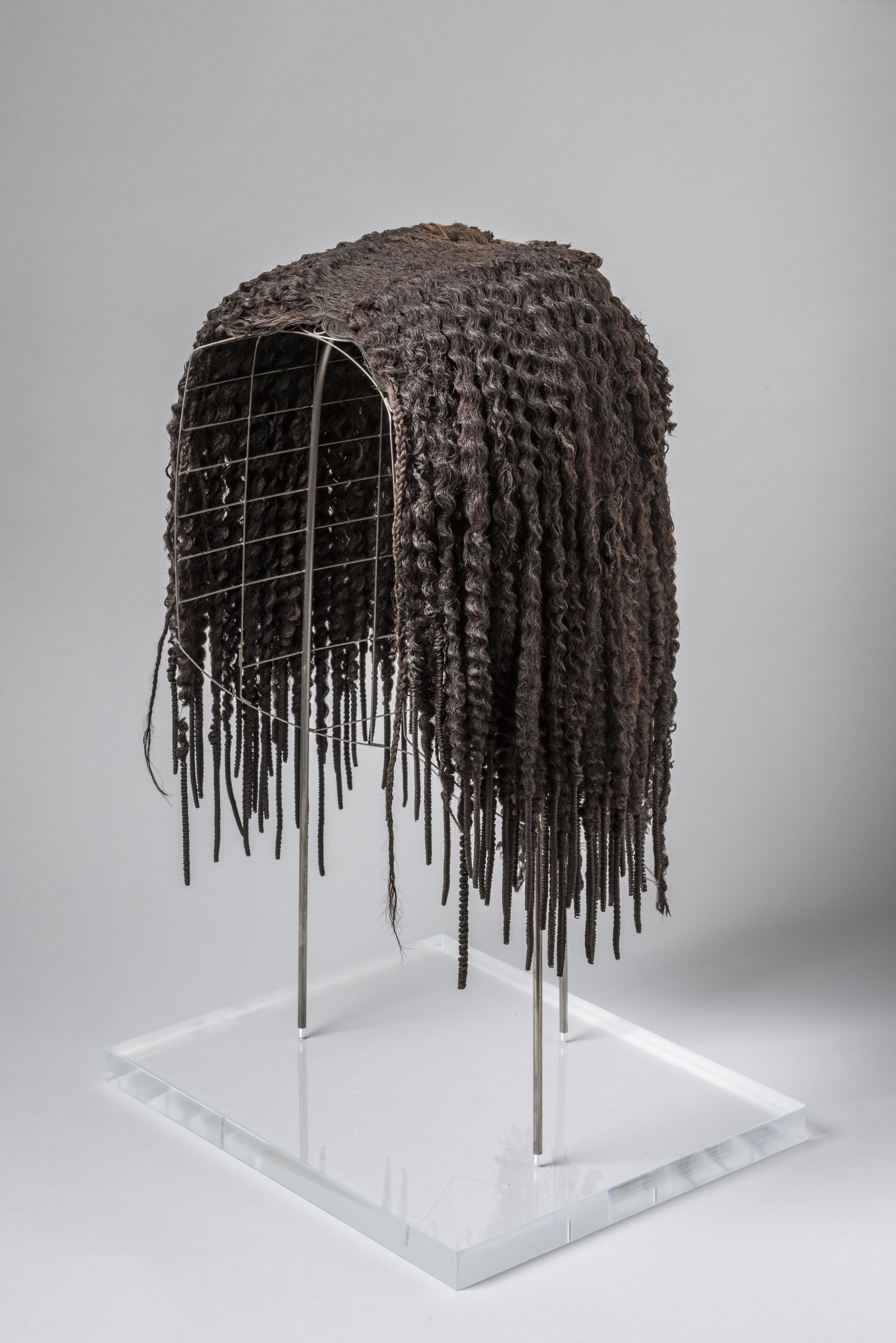
Peruca da deusa Merit datada de cerca de 1425–1353 a.C. Período do Novo Reino, reinado: Amenófis II / Tutemés IV / Amenófis III.

Os homens e mulheres do Egito raspavam suas cabeças regularmente para se protegerem dos piolhos e reduzir o tempo que levariam para ter uma cabeça cheia de cabelo. No Antigo Império e no Primeiro Período Intermediário, as mulheres são representadas com o comprimento do cabelo logo abaixo das orelhas, enquanto no Império Médio, o cabelo é usado até os ombros.
As crianças também tinham a cabeça raspada, a não ser por uma ou duas mechas ou trança na lateral da cabeça. Esse estilo de penteado era chamado de sidelock, estilo usado pelo deus Hórus quando criança.

### Perucas
A elite egípcia cuidava muito bem dos seus cabelos. O cabelo era lavado e perfumado e as vezes iluminado com henna. Tanto os homens quanto as mulheres usavam apliques de cabelo, mas as perucas era mais comuns. As perucas eram feitas de cabelo humano e possuiam enchimento de fibra vegetal na parte inferior, também eram usadas para proteção do couro cabeludo
As perucas do Novo Reino são as mais ornamentadas, especialmente para as mulheres, e apresentam estilos de cabelo plissados, com franjas e camadas com comprimento até os ombros ou abaixo.
O cabelo era organizado em tranças e mechas, eles geralmente eram longos e pesados. Poderiam ter sido usados principalmente em ocasiões festivas e cerimoniais, como na Europa do século XVIII.
Os sacerdotes raspavam a cabeça e o corpo para afirmar sua devoção às divindades e reforçar sua limpeza, sinal de purificação.

## Maquiagem e acessórios

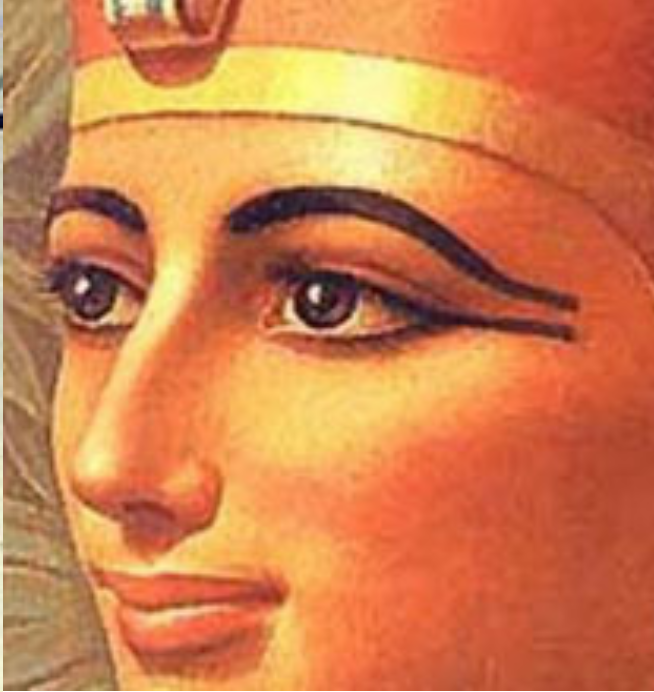
Maquiagem que imita as marcas faciais do Deus Sol Hórus, que era frequentemente retratado como um falcão.

Homens e mulheres da elite cuidavam da sua aparência com diversos cosméticos, utilizavam óleos, perfumes e tintas para os olhos e rosto. Na maioria das vezes usavam maquiagem nos olhos que delineavam as pálpebras com uma linha de Kohl preto, um antigo cosmético que tem o efeito parecido com o carvão em pinturas. Assim como no séc. XXI, tinham o auxílio de espelhos na hora de se maquiar.
A maquiagem não tinha só a função estética, como também servia como proteção da pele diante das más condições atmosféricas. Os egípcios também se maquiavam por razões médicas, visto que o kohl e outros cosméticos ofereciam imunidade contra uma série de doenças.
Além disso, os saberes tradicionais egípcios diziam que se uma mãe usava maquiagem nos olhos de seus filhos estaria os protegendo do mau-olhado.
Os egípcios usavam pigmentos minerais para produzir maquiagem. Galena e malaquita eram moídas em paletas de pedra para fazer a pintura dos olhos, a aplicação com os dedos ou com um lápis kohl - de madeira, marfim ou pedra. A tinta para olhos realçava os olhos e os protegia da luz forte do sol.

Durante o Império Antigo, malaquita verde em pó era passada sob os olhos. Aplicavam óleos e gorduras no rosto para protegê-lo, os misturavam em perfumes e os colocavam em cones de incenso que eram vestidos na cabeça, que eram usados tanto por homens quanto pelas mulheres. Os cones eram constituídos de sebo e de gordura que ao derreter gradualmente, liberavam a fragrância. No entanto, nenhum exemplar desses cones perfumados foi encontrado.

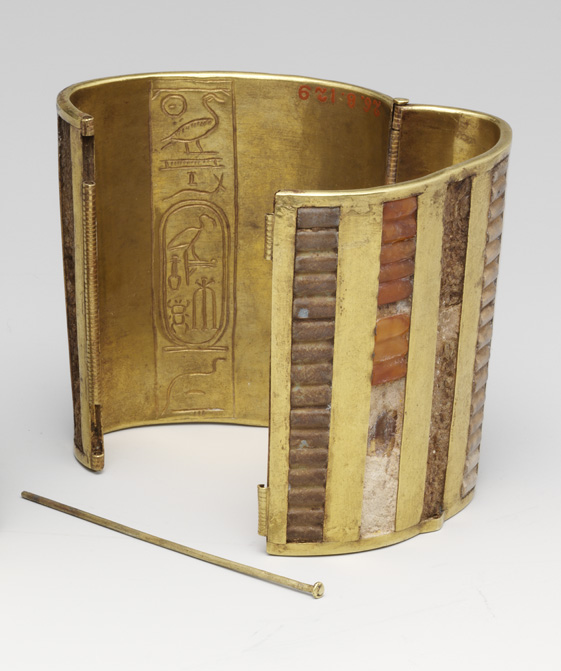
Bracelete articulado com o nome de Tutemés III no interior. Datado do Novo Reino, cerca de 1479 –1425 a.C.

### Acessórios

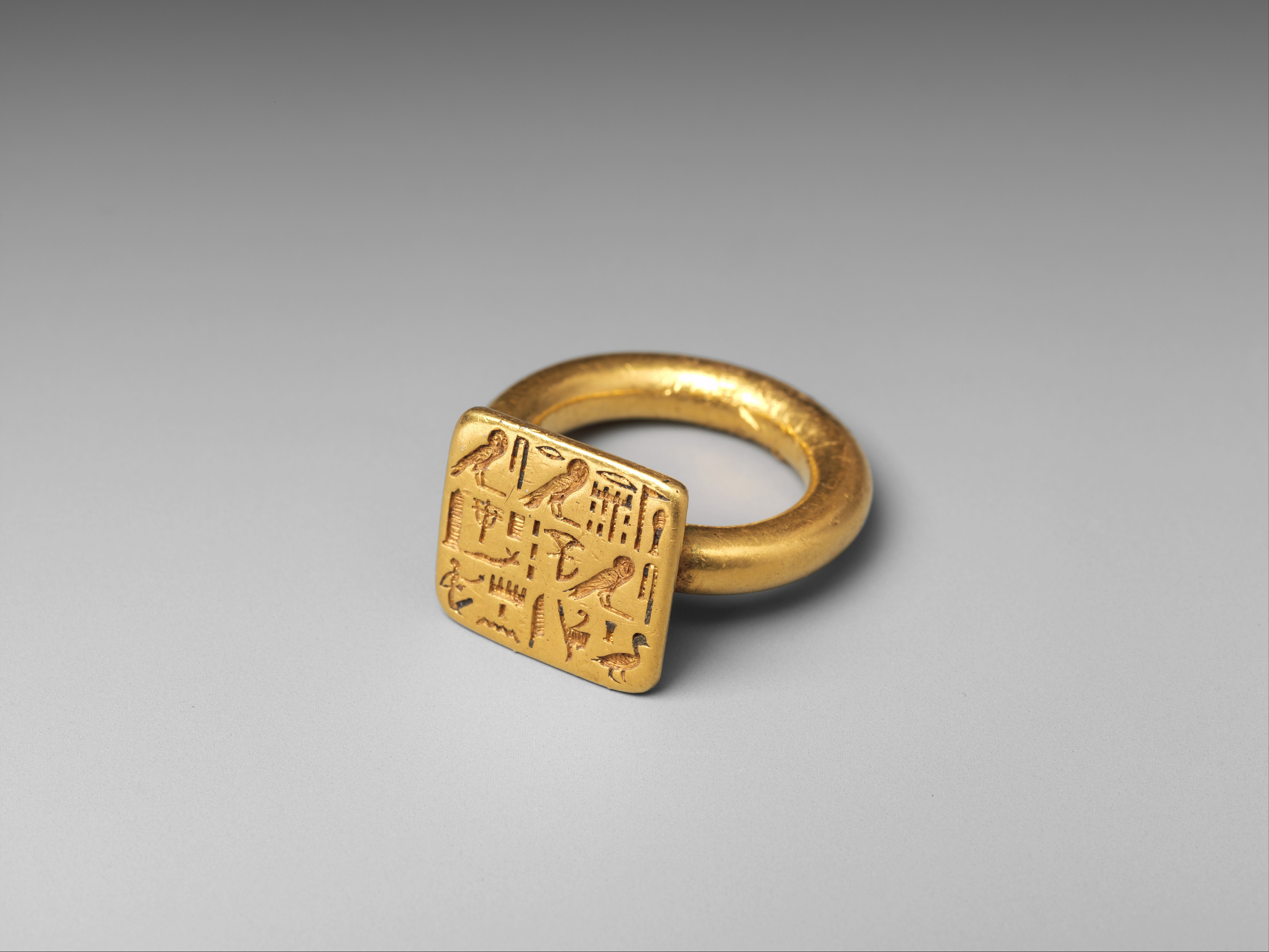
Anel do padre Sienamun. Datado da Época Baixa, cerca de 664–525 a.C.

Desde os primórdios, as joias foram usadas pela elite como adorno e como indicação de seu status. Pulseiras, anéis, brincos, colares, alfinetes, fivelas de cinto e amuletos eram feitos de ouro e prata incrustados com pedras preciosas como lápis-lazúli, turquesa, cornalina e ametista. Faiança e vidro também foram usados para decorar peças de joalheria.
O design elegante das joias egípcias frequentemente refletia temas religiosos. As peças incluíam imagens dos deuses e deusas, símbolos hieroglíficos, pássaros, animais e insetos que desempenharam um papel no mito da criação. Os símbolos mais vistos são o escaravelho, o olho de hórus, as flores de lótus e papiro, o abutre e o falcão, a cobra. Também podem ser citados símbolos como o nó de Ísis, o anel shen, símbolo da eternidade, e o Ankh, símbolo da vida.
As joias de uma pessoa eram colocadas em seu túmulo para serem usadas na vida após a morte, junto com muitos outros itens pessoais, como a sandália, já citada anteriormente.